# Tungsten

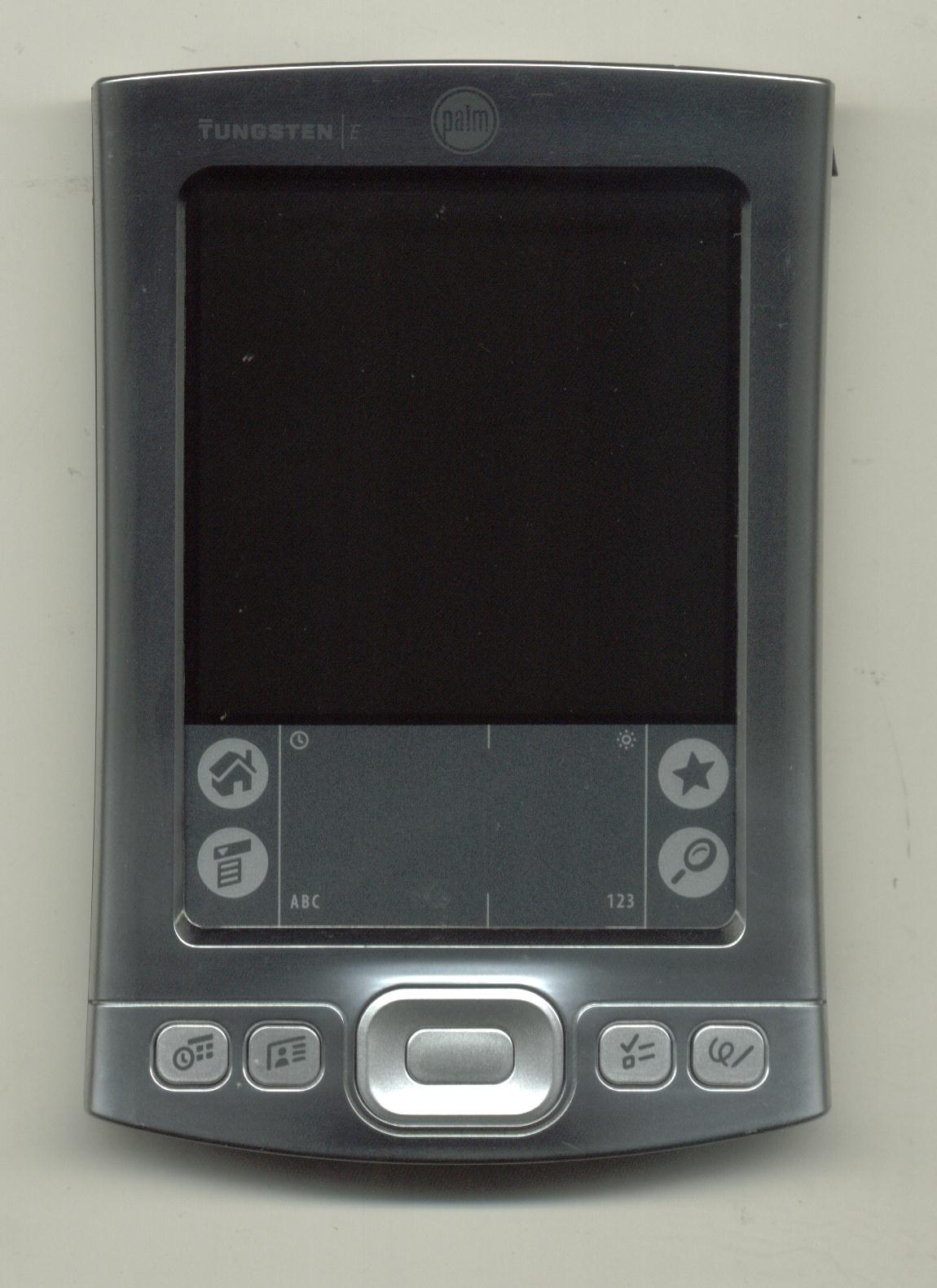
Tungsten E

La serie Tungsten fue la línea de agendas digitales personales fabricadas por la empresa Pilot Computing (PDA, por sus siglas en inglés) basada en el sistema operativo Palm OS exclusiva para la clase empresarial. En el 2006, sólo la Tungsten E2 continúa usando el nombre Tungsten, a pesar de que la fabricación de dicho modelo no sea fabricado por Palm. Los modelos diseñados para la clase empresarial que continúan la línea Tungsten se denominan TX.

## Detalles
La serie Tungsten, presentada por primera vez en otoño de 2003 con la Tungsten T, fue parte de la estrategia de Palm, Inc. para renovar los modelos denominados con números, Palm OS 4, y sus antiguos procesadores Motorola. Fue dirigida originalmente a un segmento de mercado diferente a la serie Zire de la misma empresa, lo que llevó la Palm a competir en un mercado que comenzaba a abundar en productos avanzados de diferentes marcas. La línea Tungsten ha sido la línea de prosumer (consumidor profesional) de PalmOne, pese a no ser fabricada por PalmOne sino por Pilot Computing.
Algunas características comunes a varios modelos de la línea Tungsten incluyen pantallas de color de alta calidad, carcasas de metal o con tonos metalizados o WiFi o Bluetooth.